# Humble Quest
Humble Quest es el tercer álbum de estudio por la cantante estadounidense Maren Morris. El álbum fue publicado el 25 de marzo de 2022 a través de Columbia Nashville.

## Lista de canciones
| Lista de canciones de Humble Quest |                             |                                                     |          |  |
| N.º                                | Título                      | Escritor(es)                                        | Duración |  |
| 1.                                 | «Circles Around This Town»  | Maren Morris Jimmy Robbins Julia Michaels Ryan Hurd | 3:15     |  |
| 2.                                 | «The Furthest Thing»        | Morris Hurd Greg Kurstin                            | 3:53     |  |
| 3.                                 | «I Can't Love You Anymore»  | Morris Hurd Kurstin                                 | 2:49     |  |
| 4.                                 | «Humble Quest»              | Morris Robbins Laura Veltz                          | 3:24     |  |
| 5.                                 | «Background Music»          | Morris Robbins Veltz                                | 3:34     |  |
| 6.                                 | «Nervous»                   | Morris Robbins Natalie Hemby                        | 2:55     |  |
| 7.                                 | «Tall Guys»                 | Morris Hemby Aaron Raitiere                         | 2:43     |  |
| 8.                                 | «Detour»                    | Morris Kurstin Veltz Sarah Aarons                   | 4:07     |  |
| 9.                                 | «Hummingbird»               | Morris Hillary Lindsey Lori McKenna Liz Rose        | 3:19     |  |
| 10.                                | «Good Friends»              | Morris Kurstin Hemby                                | 3:28     |  |
| 11.                                | «What Would This World Do?» | Morris Hurd Jon Green                               | 4:01     |  |

## Créditos
Créditos adaptados desde las notas del álbum.
Músicos
- Maren Morris – voz principal y coros
- Rich Hinman – guitarra de acero con pedal
- Ryan Hurd – coros
- Greg Kurstin – guitarra acústica, bajo eléctrico, batería, guitarra eléctrica, piano Rhodes, órgano Hammond, teclado, percusión, piano, Wurlitzer
- Bennett Lewis – Dobro, mandolina
- Julia Michaels – coros (1)

## Posicionamiento
| Gráfica (2022)                                | Pico de posición |
| --------------------------------------------- | ---------------- |
| Canadá (Billboard Canadian Albums)            | 60               |
| Escocia (Scottish Albums Chart)               | 28               |
| Reino Unido (UK Country Albums)               | 3                |
| Reino Unido (UK Digital Albums)               | 24               |
| Estados Unidos (Billboard 200)                | 21               |
| Estados Unidos (Billboard Top Country Albums) | 2                |